# Rainer Laskowsky
Rainer Laskowsky (* 17. August 1948; † 20. Dezember 2015) war ein deutscher Fußballspieler.

## Karriere
Laskowsky wechselte 1968 von Blau-Weiß Oberhausen zum Stadtprimus Rot-Weiß Oberhausen. RWO spielte in der zweitklassigen Regionalliga West und feierte in Laskowsky erster Spielzeit, vor den zwei punktgleichen Verfolgern Rot-Weiss Essen und dem VfL Bochum, die Meisterschaft. Laskowsky wurde in zwölf Spielen eingesetzt, in denen er fünf Tore schoss. In der anschließenden Aufstiegsrunde kam Laskowsky zu drei Einsätzen, er wurde jeweils eingewechselt. In seinem zweiten Aufstiegsspiel gegen den VfB Lübeck steuerte er zum 4:1-Erfolg zwei Tore bei; nachdem er zur 2. Halbzeit eingewechselt worden war, erzielte er die 2:1-Führung und das 3:1. In der Bundesliga absolvierte er in den beiden folgenden Saisons 19 Spiele und erzielte ein Tor. Anschließend verließ er Oberhausen und heuerte für ein Jahr beim Regionalligisten SC Viktoria Köln an. Dort kam er noch zu 20 weiteren Regionalligaspielen, in denen er ein Tor schoss.  Später spielte er noch für den SC Bergisch Gladbach, FV 09 Breidenbach und den SSV Dillenburg.